# Quetzalcoatlus
 Quetzalcoatlus  ist eine Gattung von Flugsauriern (Pterosauria) aus der späten Oberkreide von Nordamerika (72 bis 66 mya). Als einer der größten bekannten Pterosaurier war er auch eines der größten flugfähigen Tiere der Erdgeschichte. Die Gattung ist nach der mesoamerikanischen Gottheit Quetzalcoatl benannt, die meist als gefiederte Schlange dargestellt wurde. Der Artzusatz der Typusart Q. northropi, der ersten wissenschaftlich beschriebenen Art der Gattung, erinnert an John Knudsen Northrop, einen Konstrukteur von Nurflügelflugzeugen.

## Beschreibung

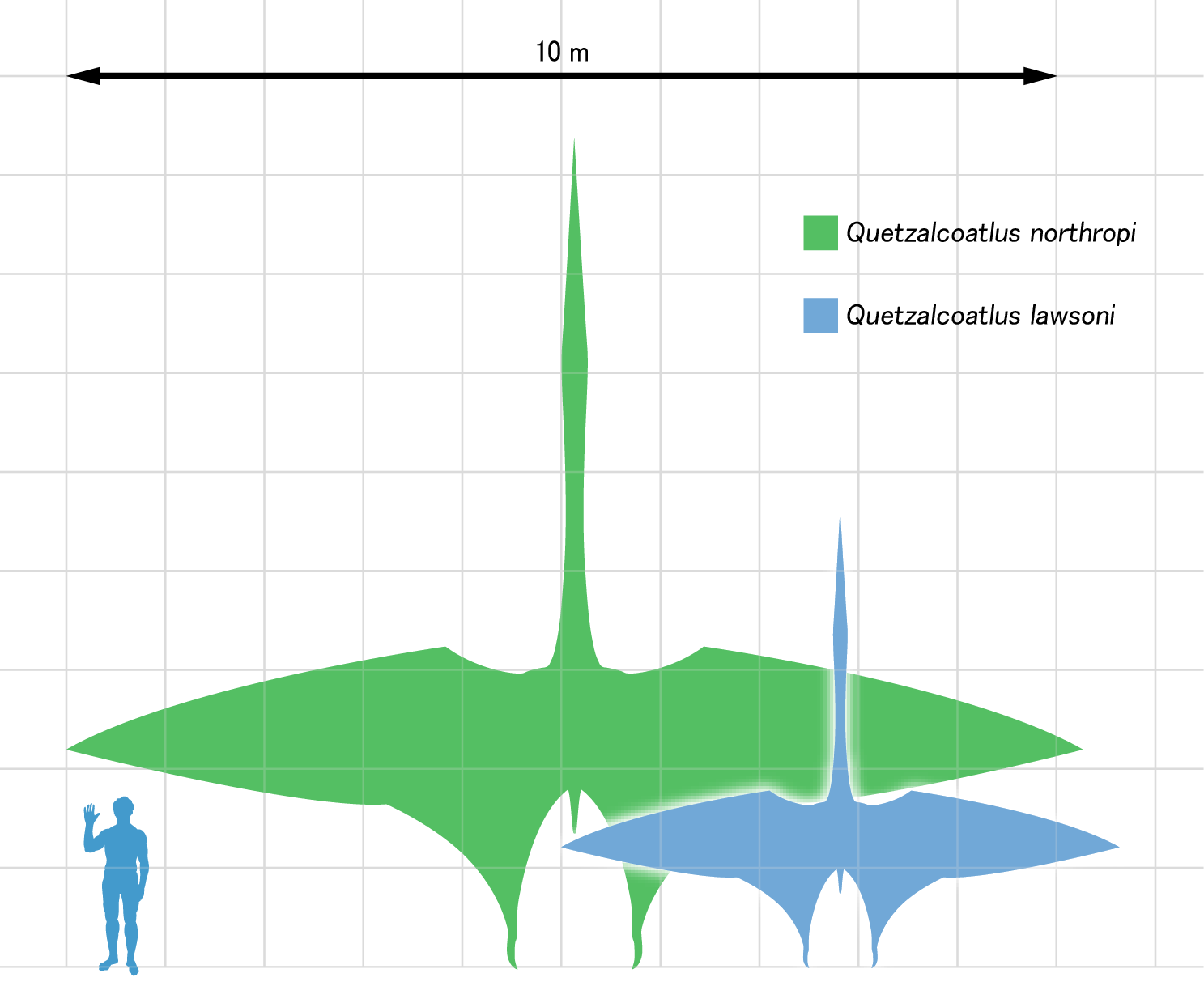
Quetzalcoatlus im Größenvergleich

Quetzalcoatlus northropi hatte eine geschätzte Flügelspannweite von 11 bis 13 Metern. Seine hohlen Knochen ermöglichten ein für seine Größe sehr geringes Gewicht von nur ca. 100 kg; andere Quellen gehen von bis zu 200 kg aus. Der Rumpf war im Vergleich zur Flügelspannweite sehr klein. Die Art war vermutlich kein ausdauernder aktiver Flieger, sondern legte weite Strecken im Segelflug zurück, wobei sie, ähnlich großen Vögeln wie z. B. Altweltgeiern, thermische Luftströmungen ausnutzte und so mit minimalem Energieaufwand stundenlang in der Luft bleiben konnte.
Quetzalcoatlus konnte vermutlich aus eigener Kraft vom Boden aus starten, musste dazu jedoch erst mit den Hinterbeinen einige Meter in die Luft springen.
Über seine Lebensweise gibt es verschiedene Auffassungen. Mit seiner langen Halswirbelsäule und der langen schnabelähnlichen Schnauze könnte er, wie ein Reiher im flachen Wasser watend, Fische oder verschiedene Wirbellose gejagt haben. Gegen die ältere Annahme, dass er sich, ähnlich einem Marabu, von Aas ernährt hätte, spricht, dass der Schnabel dafür nicht stabil genug war.

## Verbreitung
Fossile Funde sind aus Süd-,  Mittel- und Nordamerika bekannt. Während der Kreidezeit breitete sich über große Teile Nordamerikas ein flaches Epikontinentalmeer aus, der Western Interior Seaway. Das Klima in Texas während dieser Zeit ähnelte dem heutiger tropischer Meeresküsten. Quetzalcoatlus lebte am Ufer des Meeres an den Überschwemmungsgebieten und Lagunen. Knochen verwandter Arten wurden im Dinosaur Provincial Park in der kanadischen Provinz Alberta entdeckt.

## Entdeckung
Das erste Fossil dieses Flugsauriers, ein Teil des Flügels, wurde 1971 von dem Studenten Douglas A. Lawson im texanischen Big-Bend-Nationalpark entdeckt und von ihm 1975 wissenschaftlich beschrieben. Eine wesentlich kleiner als Q. northropi bleibende Art wurde ihm zu Ehren Quetzalcoatlus lawsoni benannt.